# 1686 en droit
Chronologie en droit

Cet article présente les faits marquants de l'année 1686 en droit.

## Événements
- 12 janvier : traité de La Haye entre la Suède et les Provinces-Unies[1].

- 31 janvier : Victor-Amédée II de Savoie interdit le protestantisme dans ses États. Les barbets (vaudois) se soulèvent et Victor-Amédée doit solliciter l’aide de la France qui lui envoie Catinat. Les opérations commencent le 22 avril[2]. Les militaires et envoyés français (D'Arcy, Catinat, etc.) se conduisent en pays de conquête, utilisant le prétexte de la répression anti-protestante.

- 6 mai : traité de Moscou. Paix perpétuelle entre la Pologne (Krzysztof Grzymułtowski (pl)) et la Russie (Vassili Golitsyne). Jean Sobieski cède définitivement Smolensk et Kiev à la Russie en échange de son soutien contre la Porte. La Biélorussie (Minsk) et la Petite Russie (Kiev) sont intégrées à l’empire Russe[1]. La Russie adhère à la Sainte Ligue (Saint-Empire, Pologne, Venise) contre l’Empire ottoman, ce qui marque le début d'une nouvelle guerre russo-turque.

- 4 juin : Madagascar est annexé par la couronne de France arrêt du conseil d’État aux dépens de la Compagnie française des Indes orientales[3].

- 21 décembre : décret royal mettant en place un Règlement des Missions au Brésil (Regimento das Missões do Estado do Maranhão e Grão-Pará)[4]. Les jésuites acceptent de retourner au Brésil à cette condition[5].